# Яковенко, Иван Михайлович
Иван Михайлович Яковенко (1910 — 1942) — секретарь Ворошиловградского горкома КПУ, секретарь подпольного Ворошиловградского горкома КПУ в период немецко-фашистской оккупации, командир партизанского отряда.

## Биография
Руководил партизанским отрядом, комиссаром которого был старший брат В. И. Третьякевича, одного из руководителей Молодой гвардии, М. И. Третьякевич. 15 сентября 1942 года, партизанский отряд под командованием Яковенко был окружён карательными органами оккупантов (служба безопасности (СД), полевая жандармерия, полиция безопасности и прочие) в лесу, вблизи хутора Паньковка, и обстрелян из пулемётов и миномётов. В бою погибла большая часть партизан, в том числе и Яковенко.

## Память

Вскоре после освобождения города, в 1944 году на площади Революции появились могила и памятник Яковенко, работы скульпторов В. И. Мухина и В. Х. Федченко. В 1974 году была проведена капитальная реконструкция монумента.